# Ibtissam Jraïdi
Ibtissam Jraïdi (tiếng Ả Rập: ابتسام الجريدي; sinh ngày 9 tháng 12 năm 1992 tại Casablanca, Maroc) là một nữ cầu thủ bóng đá người Maroc hiện đang thi đấu ở vị trí hậu vệ cho câu lạc bộ Al Ahli tại Giải bóng đá nữ Ngoại hạng Ả Rập Xê Út và đội tuyển bóng đá nữ quốc gia Maroc. Cô trở thành cầu thủ đầu tiên ghi bàn thắng cho Maroc trong lịch sử giải vô địch bóng đá nữ thế giới.

## Sự nghiệp câu lạc bộ
Ibtissam Jraïdi từng thi đấu cho câu lạc bộ Nassim Sidi Moumen trước khi chuyển sang thi đấu cho AS FAR Rabat vào năm 2012. Trong màu áo của AS FAR Rabat, cô đã giành 9 chức vô địch quốc gia cùng 8 lần giành chức vô địch Cúp Ngai vàng. Cô từng giành danh hiệu "Vua phá lưới" trong 4 mùa giải liên tiếp, từ mùa giải 2017–18 đến 2021–22. Năm 2022, cô cùng AS FAR Rabat giành chức vô địch CAF Women's Champions League sau khi giành hạng ba của giải đấu năm 2021. Cô trở thành vua phá lưới của giải đấu khi ghi được 6 bàn thắng, trong đó có một cú hat-trick ghi được vào lưới của câu lạc bộ Mamelodi Sundowns của Nam Phi.
Năm 2023, cô chuyển sang thi đấu cho câu lạc bộ Al Ahli tại Giải bóng đá nữ Ngoại hạng Ả Rập Xê Út.
Vào ngày 14 tháng 11 năm 2023, cô được đề cử ở hạng mục cầu thủ nữ xuất sắc nhất châu Phi năm 2023 do Liên đoàn bóng đá châu Phi công bố.

## Sự nghiệp quốc tế
Ibtissam Jraïdi từng khoác áo cấp độ đội tuyển quốc gia thi đấu vòng loại đầu tiên của Cúp bóng đá nữ châu Phi 2018. Năm 2022, cô giúp Maroc giành ngôi vị Á quân tại Cúp bóng đá nữ châu Phi 2022 diễn ra ngay tại quê nhà. Vào ngày 30 tháng 7 năm 2023, tại Giải vô địch bóng đá nữ thế giới 2023 được tổ chức tại Úc và New Zealand, cô trở thành cầu thủ đầu tiên ghi bàn thắng cho Maroc trong lịch sử giải vô địch bóng đá nữ thế giới khi đánh bại Hàn Quốc với tỷ số 1–0 tại lượt trận thứ hai vòng bảng, và cũng là thắng lợi đầu tiên của đội tại giải đấu này.

## Thống kê sự nghiệp
Danh sách bàn thắng quốc tế
| Số bàn thắng | Ngày                 | Địa điểm         | Đối thủ    | Tỷ số | Kết quả | Giải đấu                                                      |
| ------------ | -------------------- | ---------------- | ---------- | ----- | ------- | ------------------------------------------------------------- |
| 1.           | 14 tháng 1 năm 2012  | Rabat, Maroc     | Tunisia    | 1–0   | 2–0     | Vòng loại Giải vô địch bóng đá nữ châu Phi 2012               |
| 2.           | 19 tháng 3 năm 2016  | Salé, Maroc      | Mali       | 1–0   | 1–2     | Vòng loại Cúp bóng đá nữ châu Phi 2012                        |
| 3.           | 18 tháng 10 năm 2018 | Kenitra, Maroc   | Algérie    | 1–1   | 3–1     | Giao hữu                                                      |
| 4.           | 18 tháng 10 năm 2018 | Kenitra, Maroc   | Algérie    | 2–1   | 3–1     | Giao hữu                                                      |
| 5.           | 7 tháng 4 năm 2019   | Salé, Maroc      | Mali       | 1–0   | 2–2     | Vòng loại bóng đá nữ Thế vận hội Mùa hè 2020 khu vực châu Phi |
| 6.           | 7 tháng 4 năm 2019   | Salé, Maroc      | Mali       | 2–1   | 2–2     | Vòng loại bóng đá nữ Thế vận hội Mùa hè 2020 khu vực châu Phi |
| 7.           | 31 tháng 1 năm 2020  | Temara, Maroc    | Tunisia    | 5–2   | 6–3     | Giao hữu                                                      |
| 8.           | 31 tháng 1 năm 2020  | Temara, Maroc    | Tunisia    | 6–3   | 6–3     | Giao hữu                                                      |
| 9.           | 22 tháng 2 năm 2020  | Le Kram, Tunisia | Algérie    | 2–0   | 2–0     | Giải vô địch bóng đá nữ các quốc gia Bắc Phi 2020             |
| 10.          | 30 tháng 7 năm 2023  | Adelaide, Úc     | Hàn Quốc   | 1–0   | 1–0     | Giải vô địch bóng đá nữ thế giới 2023                         |
| 11.          | 28 tháng 2 năm 2024  | Rabat, Maroc     | Tunisia    | 2–0   | 4–1     | Vòng loại bóng đá nữ Thế vận hội Mùa hè 2024 khu vực châu Phi |
| 12.          | 28 tháng 2 năm 2024  | Rabat, Maroc     | Tunisia    | 3–0   | 4–1     | Vòng loại bóng đá nữ Thế vận hội Mùa hè 2024 khu vực châu Phi |
| 13.          | 28 tháng 2 năm 2024  | Rabat, Maroc     | Tunisia    | 4–0   | 4–1     | Vòng loại bóng đá nữ Thế vận hội Mùa hè 2024 khu vực châu Phi |
| 14.          | 30 tháng 5 năm 2024  | Berkane, Maroc   | CHDC Congo | 2–1   | 2–1     | Giao hữu                                                      |
| 15.          | 3 tháng 6 năm 2024   | Berkane, Maroc   | CHDC Congo | 1–1   | 3–2     | Giao hữu                                                      |
| 16.          | 3 tháng 6 năm 2024   | Berkane, Maroc   | CHDC Congo | 2–1   | 3–2     | Giao hữu                                                      |
| 17.          | 3 tháng 6 năm 2024   | Berkane, Maroc   | CHDC Congo | 3–1   | 3–2     | Giao hữu                                                      |

## Danh hiệu
AS FAR
- Giải vô địch bóng đá nữ quốc gia Maroc (9): 2013, 2014, 2016, 2017, 2018, 2019, 2020, 2021, 2022
- Cúp bóng đá nữ Ngai vàng Maroc (8): 2013, 2014, 2015, 2016, 2017, 2018, 2019, 2020
- Giải vô địch bóng đá các câu lạc bộ Bắc Phi (1): 2021
- CAF Women's Champions League:
  - Vô địch: 2022
  - Hạng ba: 2021

Al-Ahli
- Cúp bóng đá nữ Ả Rập Xê Út (1): 2023–24
- Á quân Giải bóng đá nữ Ngoại hạng Ả Rập Xê Út: 2023–24

Maroc
- Cúp bóng đá nữ châu Phi:
  - Á quân: 2022[15]
- Giải vô địch bóng đá nữ các quốc gia Bắc Phi:
  - Vô địch: 2020

Individual
- Vua phá lưới Giải vô địch bóng đá nữ quốc gia Maroc (5): 2017, 2018, 2020, 2021, 2022
- Vua phá lưới CAF Women's Champions League: 2022
- Đội tuyển của năm cuae châu Phi do IFFHS công bố: 2022[16]
- Vua phá lưới Cúp bóng đá nữ Ả Rập Xê Út: 2023–24
- Vua phá lưới Giải bóng đá nữ Ngoại hạng Ả Rập Xê Út: 2023–24